# Acrapex metaphaea
Acrapex metaphaea är en fjärilsart som beskrevs av George Francis Hampson 1910. Acrapex metaphaea ingår i släktet Acrapex och familjen nattflyn. Inga underarter finns listade i Catalogue of Life.